# Maria Briede-Macovei
Maria Briede–Macovei (n. 22 octombrie 1947, Sărata-Răzeși, raionul Leova, Republica Moldova – d. 18 iulie 2017, Riga, Letonia) a fost o poetă, traducătoare, publicistă, eseistă, jurnalistă, activitate publică din Republica Moldova, care a locuit la Riga, Letonia. A scris versuri în limba română și limba letonă. A fost autoarea a șase volume, editate la Chișinău și la Riga.

## Biografie și creația literară
Pe linia paternă descinde din neamul Macovei, familie de răzeșeni înstăriți; pe linia maternă – din Movilă.
- 1940 Bunicii, fiind proprietari de moșie, sunt deportați în gulagurile din Siberia (bunica – în Karaganda(Kazahstan), bunicul – în Tomsk(Rusia). Tatălui i se va propune mai întîi postul de profesor la școala primară din Sarata- Răzeși, apoi postul de președinte al Sovietului sătesc, pe care le va refuza. Refuz care va pune în mișcare mașină represivă: "Cine nu este cu noi, este deci împotriva noastră!"
- 1949 familia Macovei-Movilă este declarată "dușmani ai poporului" și  deportată în Siberia.
- 1953 – 1957. Frecventează școala primară (în l. rusă) din Haracatul, raionul Zaiegraievo (Republica Sovietică Autonomă Bureat-Mongolă).
- 1957 După moartea lui Stalin familia este reabilitată. Se repatriază în satul natal, unde-și continuă studiile la școala primară  din Sarata-Răzeși (în limba maternă).
- Меmbru ULCT(1961-1975).
- 1965 –1970 Maria continuă studiile  la facultatea de filologie a Universității de stat din Chișinău.
- 1970— 1974 este colaborator științific superior la Muzeul literar din Chișinău.
- 1974 Se căsătorește cu poetul leton Leons Briedis și se stabilesc la Riga, Letonia.
- 1974— 1985. Lucrează în calitate de redactor la biblioteca națională din Riga.
- 1985—1987. Bibliotecară la biblioteca Uniunii Scriitorilor din Letonia.
- Din 1986 participă activ la procesele de independență națională din Letonia și Moldova. Fondează societatea de cultură română "Dacia" din Letonia pe care o conduce până în prezent. Este inițiatoarea fondării Asociației societăților de cultură din Letonia.
- 1989.  Împreună  cu Leons Briedis editează primul număr al publicației "Glasul" la Riga, care pentru prima oară (în decursul celor 50 de ani de ocupație) apare în grafie latină.
- 1987—1995. Este corespondentă, (titulară și netitulară) la ziarul parlamentar "Sfatul Tării" și radioul național
- 1991 – Corespondentă la postul de radio "Europa Liberă".

Publică articole, versuri, eseuri, publicistică, atît în mass-media din Moldova cît și în cea din Letonia. Paralel continuă să scrie versuri și să traducă din letonă. 	
- 1991. Apare culegerea de versuri "În singurătatea cuvintelor", prefațată de Ana Blandiana.
- 1994 Înregistrează statutul "Parohiei române la Riga"
- 1992 Împreună cu poetul Leons Briedis fondează la Riga editura privată Minerva "Minerva" și revista de culturologie – "Kentaurs" (Centaurul) .
- 1995 "Pentru merite deosebite " parlamentul leton îi conferă cetățenie letonă.
- 1995 Devine membru al Comitetului consultativ, condus de președintele Republicii Letone.

În momentul de față lucrează la studiul fundamental, întitulat "Descoperirea Viitorului"  Tratat de viitorologie în trei volume (primul volum va fi publicat în letonă, anul 2010)

## Date bibliografice
- L. Briedis "Cină cu stele" (versuri, traducere din letonă) , editura "Literatura artistică, Chișinău, 1985 .
- "Dunele de argint". (proză, traducere din letonă), editura "Literatura artistică", Chișinău, 1990.
- "Daine letone" (poezie populară letonă, traducere), editura "Hyperion", Chișinău, 1991.
- "În singurătatea cuvintelor" (culegere de versuri , limba originală–română), editura Hyperion, 1991 (77 de pagini).
- "Varda kardinajums" (Culegere de eseuri, limba originală-letonă).  Riga, Minerva, 1997. (141 de pagini).
- "Augsupkritiens" ( "Cădere în sus",versuri, limba originală -letonă).  Riga, Minerva, 1999. (90 de pagini).
- "Muziga Tagadne"- "Prezent infinit și Etern" - Riga, Minerva. 2008 (317 de pagini). Monografie despre dezvoltarea istoriei, evoluția civilizației prin sistemul cosmogonic de comunicare ( este prima carte din trilogia: "Știința universală și puterea de a trăi").

## Publicații
Autoarea a publicat nenumărate articole în presa: "Diena", "Neatkariga Rita Avize", "Labrit", "Literatura un Maksla", "Literatura.Maksla un Mes", "Atmoda Atputai", "Izgitiba un kulturai", "Jauna Avize" din Letonia; în "Literatura și Arta", "Sfatul Țarii", "Nistru" din Moldova etc.
Articole despre lucrările autoarei au apărut în: "Diena", "Skola un Gimene", "Kultura un Izglitiba" etc.
- Câteva poezii

### Câteva dintre ele
- M.Briede. "Mits par ekonomiscko uzplaukumu...- cotiidanul " Iauna Avize", 12. 1990;
- M. Briede.Leons Briedis "Starp idealu un realitate" (eseu) - revista culturologică- "Kentaurs XXI" Nr.3, 1992
- "Varda kardinajums" -revista "Atmoda", 1993
- "Nikrofiliska politika..." - cotiidanul " Iauna Avize", 10. 1994;
- M. Briede "Vienskaitla pirmaja persona" " (eseu) - revista culturologică- "Kentaurs XXI" Nr.8, 1995
- "Par valodu"- cotidianul "Diena", 45, 1995;
- M. Briede "Speka Vardi" " (eseu) - revista culturologică- "Kentaurs XXI" Nr.9, 1995
- M. Briede "Calatoria limbii prin timp și spațiu..." " (eseu) - revista culturologică- "Kentaurs XXI" Nr.18, 1998
- M.Briede-Makovei "Leles" (nuvelă) - revista culturologică- "Kentaurs XXI" Nr.19, 1999;
- M. Briede. Leons Briedis "Stila fenomens"  (eseu) - revista culturologică- "Kentaurs XXI" Nr.30, 2003
- Maria Briede. Platon și Maria (piesă în patru acte). Revista „Jauna Gaita”, Nr.255-2008, SUA,.
- Maria Briede. Mintea a treia  (piesă în patru acte) „Jauna Gaita”, Nr 256, 2009, SUA.
- Maria Briede. Versuri. „jauna Gaita”. Nr.257, 2019.SUA
- Maria Briede-Macovei. „Versuri”. Luceafărul, 1990. Romania.

### Publicații în baze de date și biblioteci
- Catalogul Bibliotecii Naționale a Letoniei[nefuncțională]
- Bibioteca Națională a Republicii Moldova[nefuncțională]
- Biblus[nefuncțională – arhivă]
- Biblioteca de stat a Rusiei
- Biblioteca Congresului SUA